# Beweis des Satzes des Pythagoras nach Garfield
Neben den „klassischen“ Beweisen des Satzes des Pythagoras, wie Geometrischer Beweis durch Ergänzung, Scherungsbeweis oder Beweis mit Ähnlichkeiten wurde von James A. Garfield um das Jahr 1875 ein Beweis entwickelt und bei der Zeitschrift New England Journal of Education eingereicht und sogar veröffentlicht. James A. Garfield wurde 1881 Präsident der Vereinigten Staaten von Amerika.

## Beweis von James A. Garfield

Beweisskizze

Gegeben sei ein rechtwinkliges Dreieck {\displaystyle \Delta ABC} (siehe Grafik).
Durch Verschiebung {\displaystyle \Delta ABC} entlang {\displaystyle {\overline {BA}}} und Drehung um {\displaystyle A} mit einem Winkel von 90° erhält man Dreieck {\displaystyle \Delta A\!\,'B\!\,'C\!\,'}. Die beiden Dreiecke sind kongruent:
{\displaystyle \Delta ABC\cong \Delta A\!\,'B\!\,'C\!\,'.}
Aus den Kongruenzsätzen folgt:
{\displaystyle a=a^{\prime },\;b=b^{\prime },\;c=c^{\prime }.}
Nach dem Innenwinkelsummensatz im Dreieck gilt:
{\displaystyle \alpha +\beta +\gamma =180^{\circ }}.
Daraus folgt mit {\displaystyle \gamma =90^{\circ }}:
{\displaystyle \alpha +\beta =90^{\circ }.}
Da ferner der Winkel {\displaystyle \angle CAC^{\prime }} gestreckt ist (180°) und {\displaystyle \alpha +\beta =90^{\circ }} ist, folgt
{\displaystyle \angle A^{\prime }B^{\prime }B=90^{\circ }.}
Somit sind alle drei Dreiecke rechtwinklige Dreiecke. Ihr Flächeninhalt berechnet sich also aus der Hälfte des Produktes der Kathetenlängen ({\displaystyle A_{{\text{rechtwinkliges }}\Delta }={\tfrac {1}{2}}\cdot a\cdot b}).
Durch die Einzeichnung der Strecke {\displaystyle {\overline {BA^{\prime }}}} erhält man als geometrische Figur ein Trapez. Dessen Flächeninhalt berechnet sich nach der Formel {\displaystyle A_{\text{Trapez}}={\tfrac {1}{2}}(a+b^{\prime })\cdot h.}
Aus der Flächengleichheit folgt, dass der Flächeninhalt des Trapezes gleich der Summe der Flächeninhalte der drei Dreiecke entspricht:
{\displaystyle {\begin{matrix}A_{\text{Trapez}}&=&A_{{\text{rotes }}\Delta }+A_{{\text{blaues }}\Delta }+A_{{\text{grünes}}\;\Delta }&{}&{}\\{\frac {1}{2}}(a+b)(a+b)&=&{\frac {1}{2}}ab+{\frac {1}{2}}ab+{\frac {1}{2}}cc&|&{\text{binomische Formel}}\\{\frac {1}{2}}(a^{2}+2ab+b^{2})&=&ab+{\frac {1}{2}}c^{2}&|&\cdot \,2\\a^{2}+2ab+b^{2}&=&2ab+c^{2}&|&-2ab\\a^{2}+b^{2}&=&c^{2}&{}&{}\end{matrix}}}

## Folgerungen
- In einem rechtwinkligen Dreieck mit den Kathetenlängen {\displaystyle a} und {\displaystyle b} und der Hypotenusenlänge {\displaystyle c} gilt die Ungleichung

{\displaystyle a+b\leq c{\sqrt {2}}}.(Figur 1)
Gleichheit gilt genau dann, wenn {\displaystyle a=b}. In diesem Fall ist das Trapez ein Rechteck.(Figur 2)
- Für jeden Winkel {\displaystyle \alpha } gilt die Ungleichung

{\displaystyle |\sin \alpha +\cos \alpha |\leq {\sqrt {2}}}.(Figur 3)
Mit {\displaystyle a=|\sin \alpha |}, {\displaystyle b=|\cos \alpha |} und Anwendung der Dreiecksungleichung für reelle Zahlen gilt nämlich
{\displaystyle |\sin \alpha +\cos \alpha |\leq |\sin \alpha |+|\cos \alpha |\leq {\sqrt {2}}}.

Figur 1
Figur 2
Figur 3